# Мокиевская (Верховский сельсовет)
Мокиевская — упразднённая деревня в Верховажском районе Вологодской области. Входила в состав Верховского сельского поселения, с точки зрения административно-территориального деления — в Верховский сельсовет. В 2024 году включена в состав деревни Сметанино и исключена из учётных данных.

## География
Расстояние по автодороге до районного центра Верховажья — 28 км, до центра муниципального образования Сметанино — 4 км. Ближайшие населённые пункты — Основинская, Кудринская, Прилук.

## Население
| 2010 |
| ---- |
| 15   |

По переписи 2002 года население — 26 человек (10 мужчин, 16 женщин). Всё население — русские.